# Agathis dammara
Agathis dammara är en barrträdart som först beskrevs av Aylmer Bourke Lambert, och fick sitt nu gällande namn av Louis Claude Marie Richard och Achille Richard. Agathis dammara ingår i släktet Agathis och familjen Araucariaceae. Inga underarter finns listade i Catalogue of Life.
Arten förekommer i Filippinerna, på Sulawesi, på Moluckerna och kanske på andra mindre öar i regionen. Den växer i låglandet och i bergstrakter upp till 2200 meter över havet. I låglandet hittas trädet glest fördelad i regnskogar och andra fuktiga skogar. I bergstrakter ingår den i skogar som domineras av dipterokarpväxter och bokväxter. Agathis dammara hittas där ofta vid klippiga ställen med tunt jordskikt där de andra träden har problem att utveckla sig.
Intensivt skogsbruk är det största hotet mot beståndet. I Filippinerna förbjöds avverkning av träd från släktet Agathis men illegala röjningar pågår fortfarande. IUCN uppskattar att hela beståndet minskar med 30 procent mellan 1950 och 2025 (tre generationer) och listar arten som sårbar (VU).

## Bildgalleri

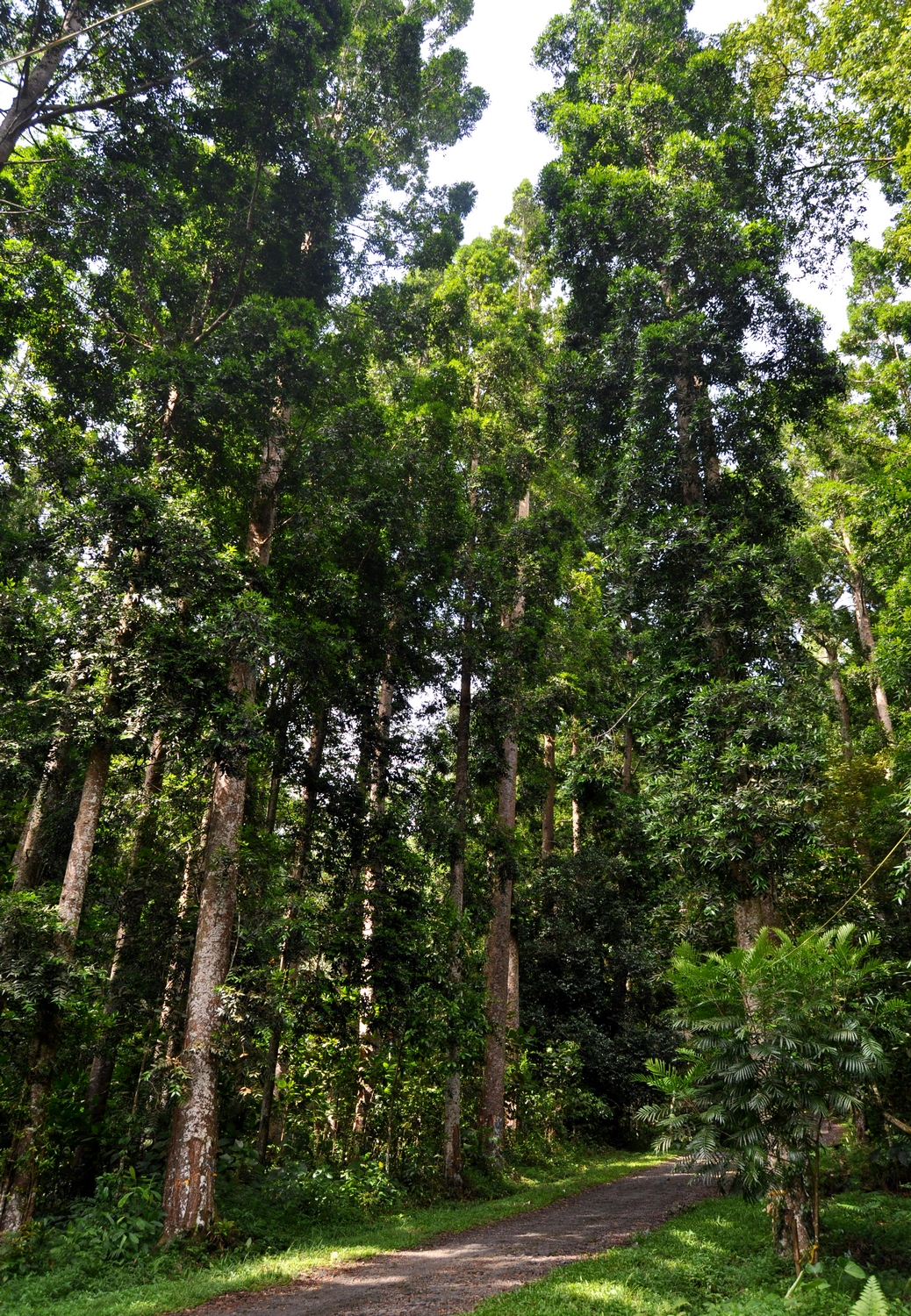
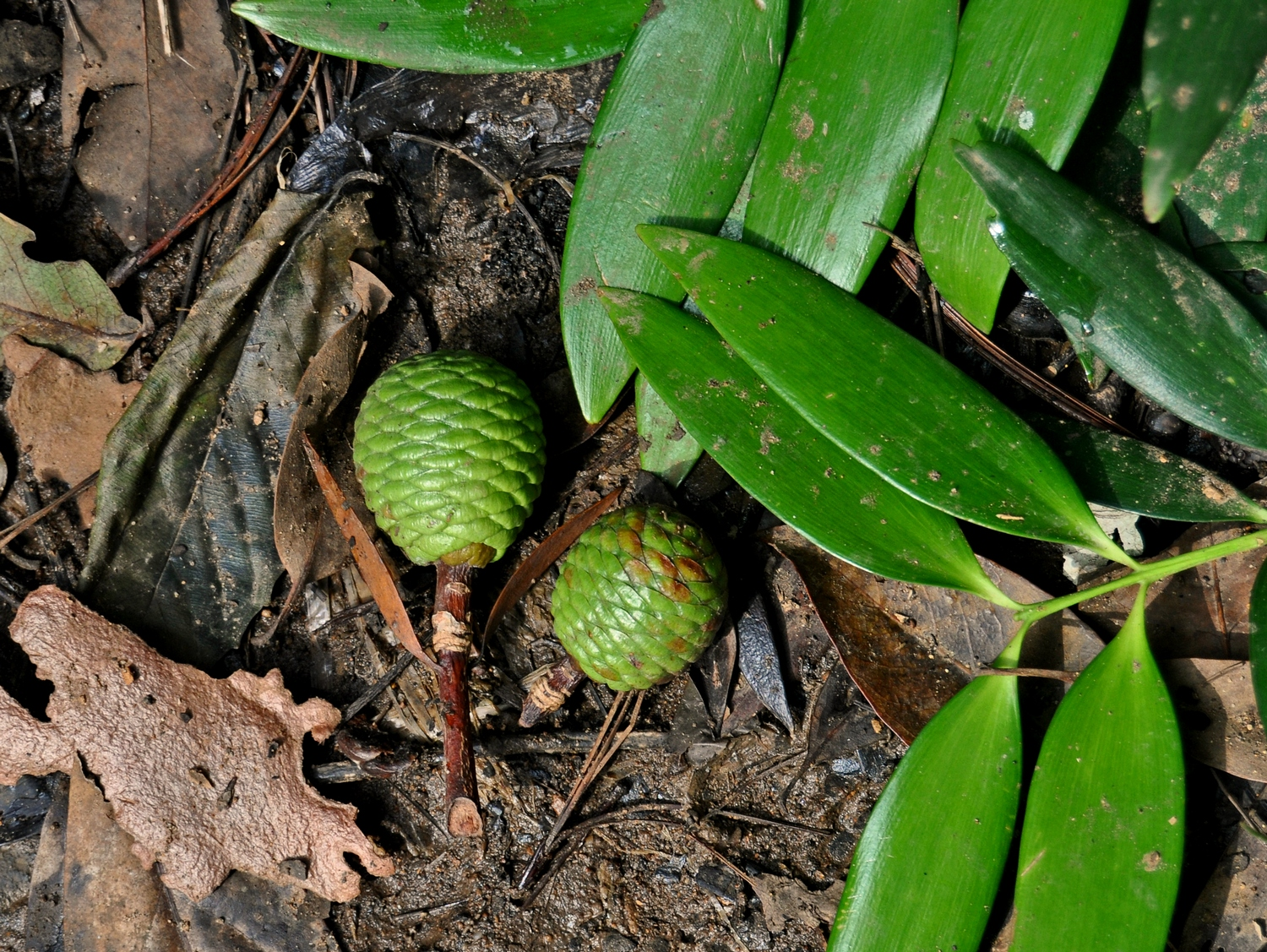
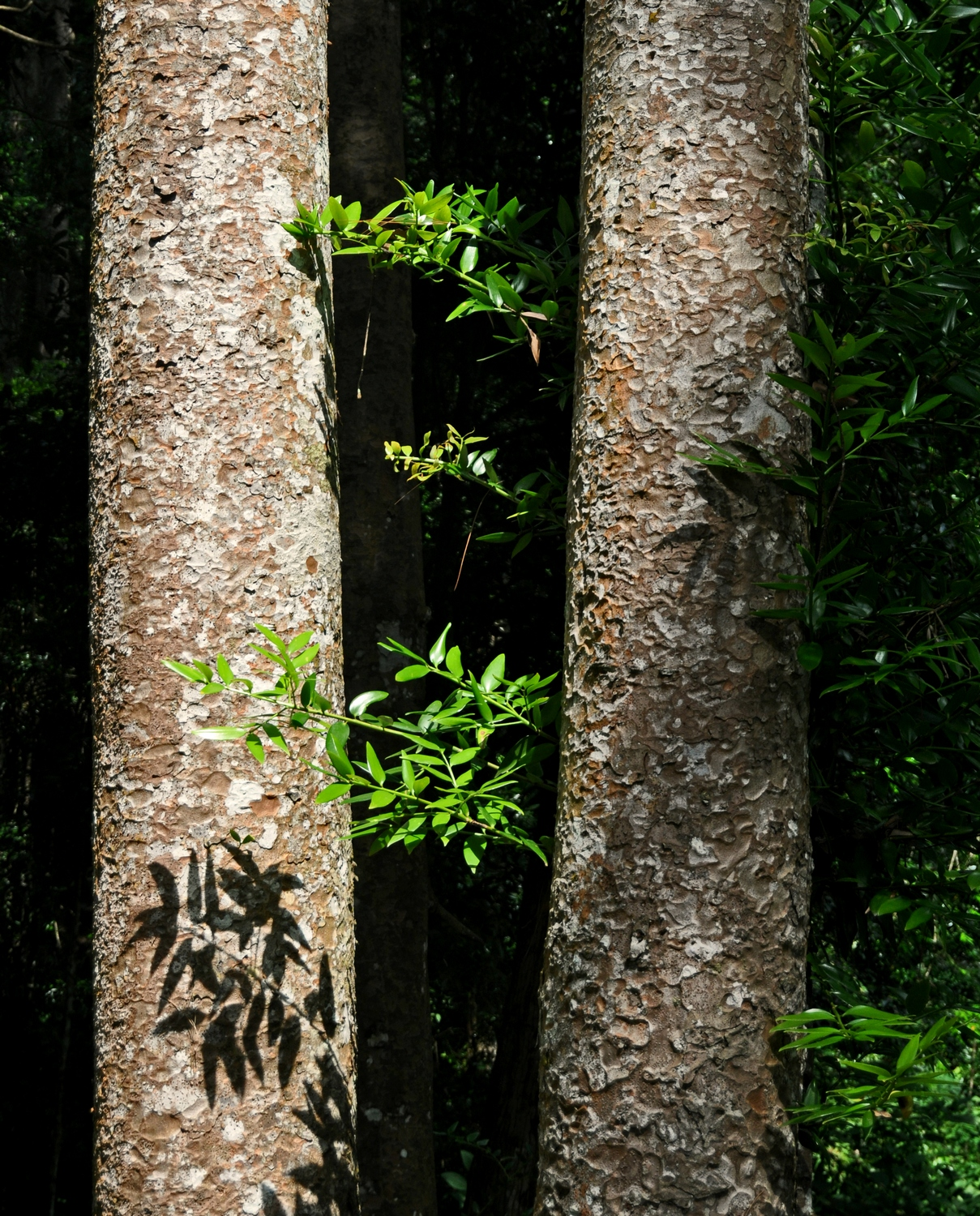
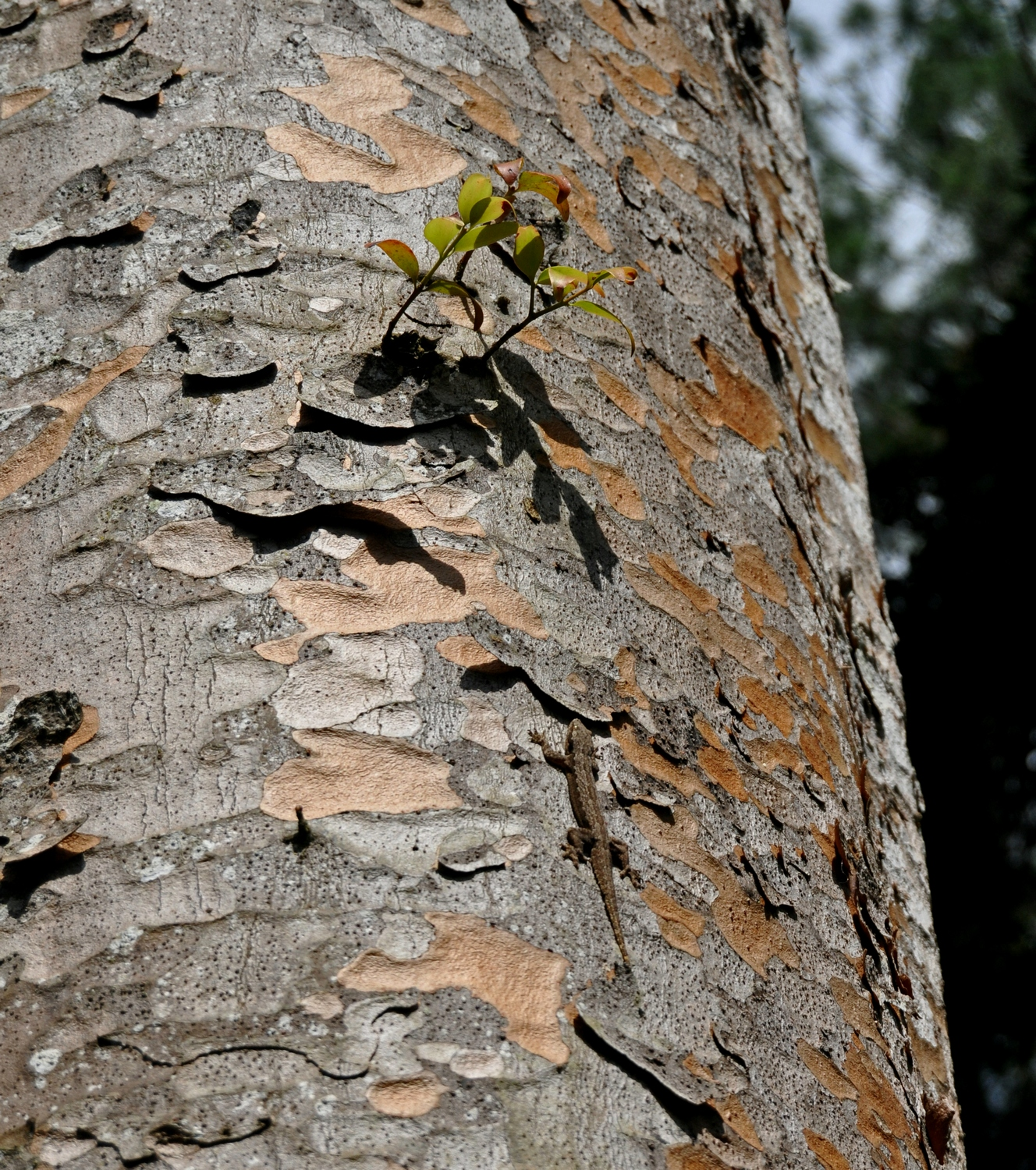
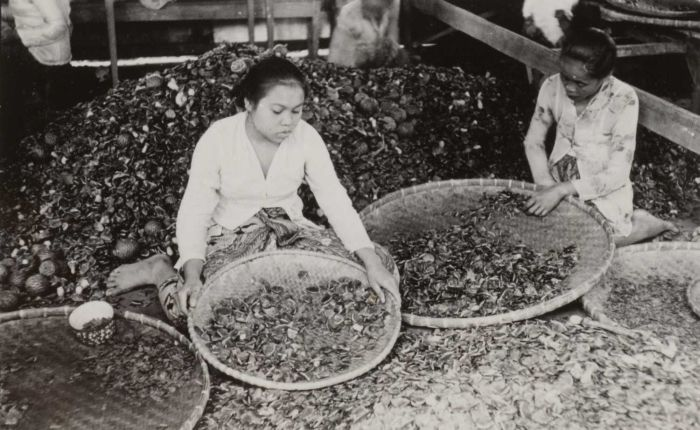
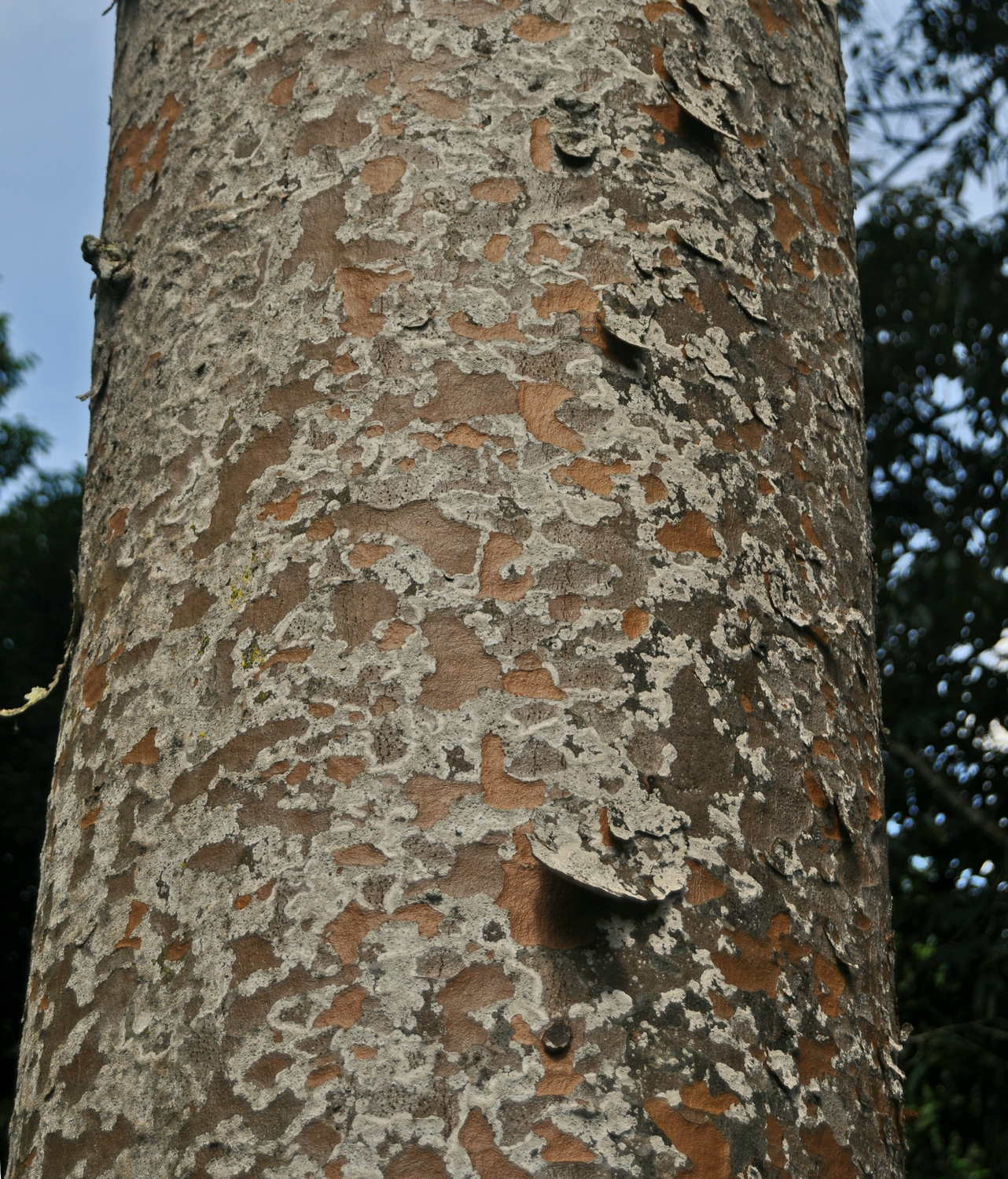